# Morienval
Morienval ist eine französische Gemeinde mit 1055 Einwohnern (Stand 1. Januar 2022) im Département Oise in der Region Hauts-de-France; sie gehört zum Arrondissement Senlis und zum Kanton Crépy-en-Valois.

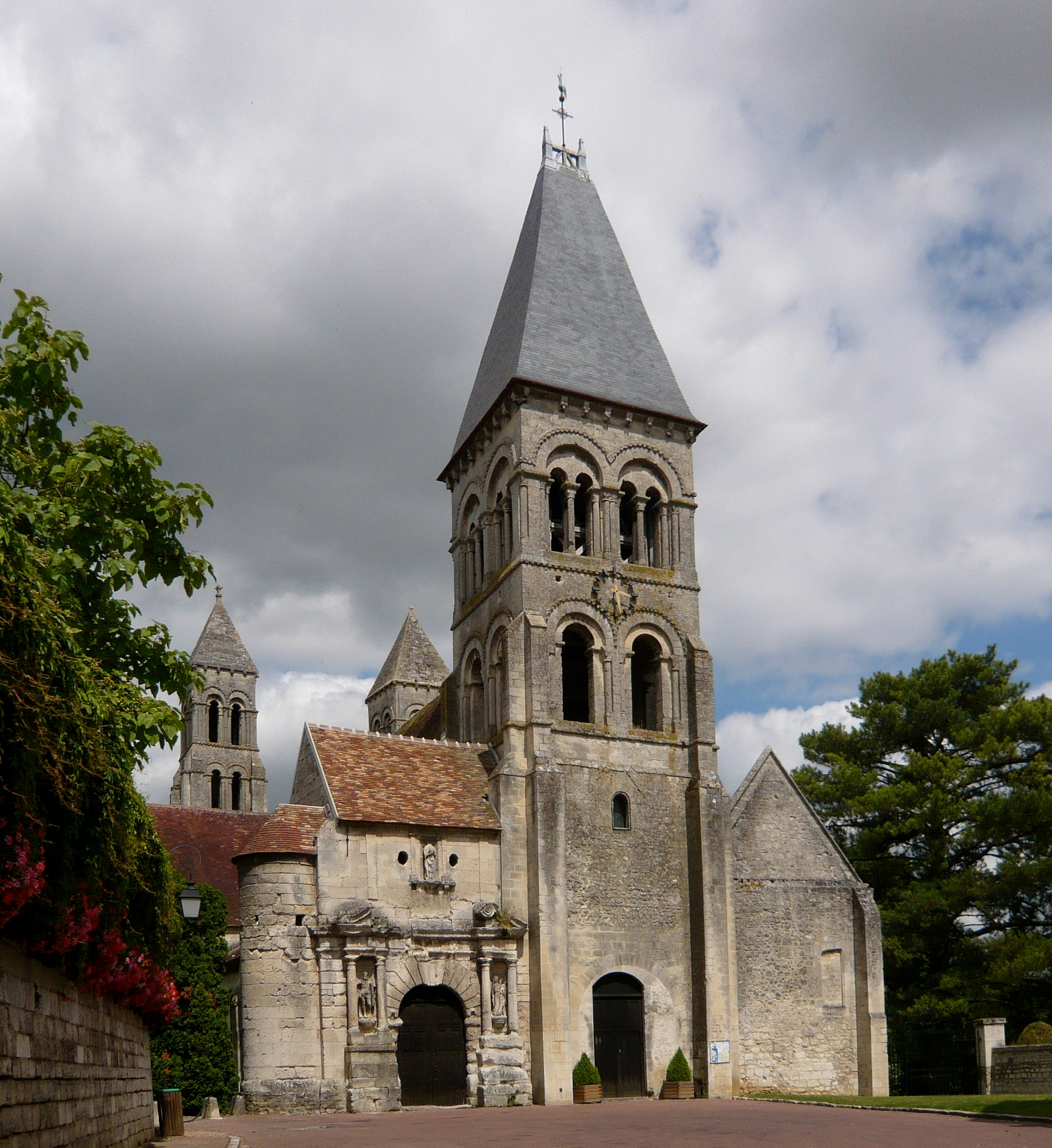
Ehemalige Abteikirche Notre-Dame

## Geschichte
Das Kloster Morienval war eines der mächtigsten im Valois; ihm gehörten mehrere Mühlen sowie Rechte am Wald von Compiègne. Der Abt wurde vom König ernannt. Im 9. Jahrhundert wurden Münzen im Namen des Ortes geprägt, was an die Existenz eines Marktes denken lässt.

## Bevölkerungsentwicklung
| Jahr                      | 1962 | 1968 | 1975 | 1982 | 1990 | 1999 | 2012 | 2015 |
| Einwohner                 | 539  | 606  | 742  | 921  | 1040 | 1048 | 1008 | 1063 |
| Quelle: Cassini und INSEE |      |      |      |      |      |      |      |      |

## Sehenswürdigkeiten
Siehe auch: Liste der Monuments historiques in Morienval
- Klosterkirche Notre-Dame, gebaut ab 920, Bauzeit: etwa ein Jahrhundert. Sie gehörte zum Doppelkloster Notre-Dame-de-Morienval, das der Legende nach aus der Zeit des Königs Dagobert I. stammen soll. Das Kloster wurde 1744 aufgegeben. In der Fernsehserie Quentin Durward (1970) diente die Kirche als Kulisse für das Happy End. Die Kirche wurde 1840 als Monument historique klassifiziert (Base Mérimée PA00114760).